# Bacskay László
Bacskay László (Nyírbátor, 1943. március 11. – 2006. június 26. (k. n.)) labdarúgó, balszélső. Az 1961–62-es kupagyőztesek Európa-kupája elődöntőjéig jutott Újpesti Dózsa csapatának játékosa. 

## Pályafutása
A Nyírbátori Spartacustól került a Dózsába. 1962-ben a KEK elődöntőig jutott csapat tagja volt. Egy mérkőzésen szerepelt.1963-ban igazolt a Nyíregyházi Spartacusba. 1964 őszén a BEAC játékosa lett. 1971-től 1974-ig a BKV Előrében szerepelt.

## Sikerei, díjai
- Kupagyőztesek Európa-kupája (KEK)
  - elődöntős: 1961–62